# Boleslav al II-lea al Poloniei
Boleslav al II-lea supranumit cel Generos, cel Îndrăzneț și cel Crud (n. 1042, Regatul Poloniei⁠(d) – d. 3 aprilie 1081, Ossiach⁠(d), Carintia, Austria) a fost Duce al Poloniei din 1058 până în 1076 și cel de-al treilea rege al Poloniei, din 1076 până în 1079. A fost fiul cel mare a ducelui Cazimir Restauratorul și a prințesei Maria Dobroniega, fiica Marelui Cneaz Vladimir cel Mare al Kievului.
Potrivit cronicarului Gallus Anonymus, în timpul domniei sale a fost supranumit „cel Generos” (în Szczodry), deoarece a întemeiat numeroase biserici și mănăstiri în întreaga țară.

## Viața

### Duce al Poloniei
După moartea tatălui său, Cazimir Restauratorul, în 1058, Boleslav al II-lea, ca fiu mai mare, a moștenit Polonia Mică și Mare, precum și Mazovia, Pomerania și terenurile din Silezia. Frații lui mai mici, Vladislav I Herman și Mieszko, au devenit guvernatori ale provinciilor rămase. Cu toate acestea, Mieszko a murit relativ repede, în 1065, terenurile sale intrând sub autoritatea lui Boleslav al II-lea.

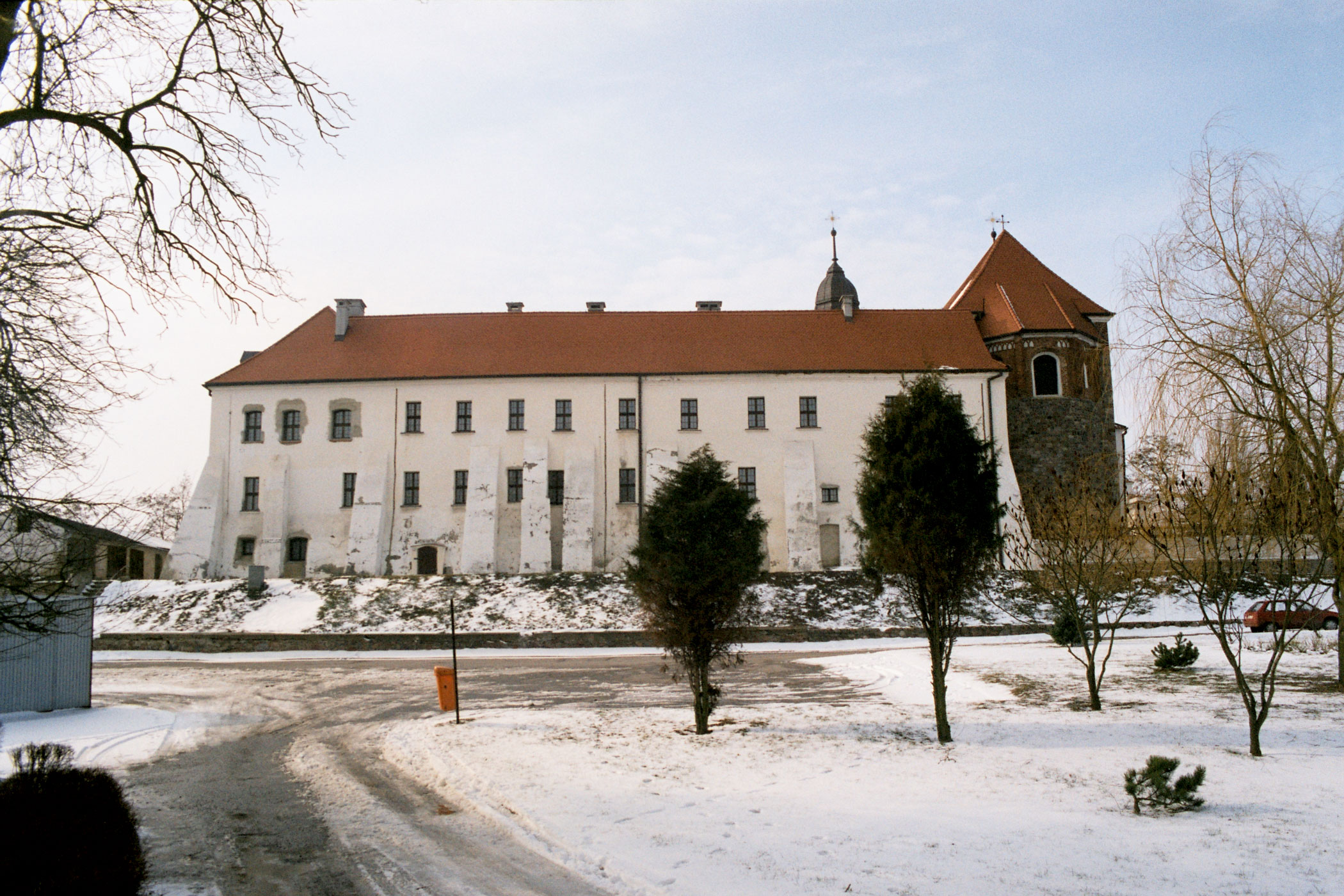
Mănăstirea de la Mogilno, construită de Boleslav al II-lea Generosul

Tatăl său i-a lăsat o țară stabilizată; Boleslav al II-lea a continuat politica sa externă în jurul tărâmului său cu regate aliate, în scopul de a birui Sfântul Imperiu Roman în partea de vest; avea drept scop ca țările de la granița cu Polonia să fie numai țări aliate. În 1060–1063, a intervenit în Ungaria pentru a-l ajuta pe unchiul său, Regele Bela I, în conflictele de moștenire cu nepotul său, Solomon, care era susținut de fratele său vitreg, Regele Henric al IV-lea al Germaniei. Ca urmare a susținerii lui Bela, în 1061, cu sprijinul trupelor poloneze, Boleslav a câștigat putere.
În Ungaria, Boleslav al II-lea a urmărit politica de cooperare cu grupul anti-imperial, care i-a permis să câștige independență politică , însă l-au pus în conflict cu aliații Imperiului, precum Ducatul Boemiei. Mai mult, a luat cu asalt conflictul cu familia Přemyslid, ducele Vratislav al II-lea, prin refuzul de a plăti omagiu anual pentru Silezia, stimulând nobilimea din Boemia să se revolte. În 1063, Boleslav al II-lea a asediat orașul Moravia, însă, fiind învins, a fost nevoit să se retragă. În cele din urmă, relațiile cu – al II-lea s-au stabilizat, atunci când Vratislav s-a căsătorit cu prințesa Świętosława, sora lui Boleslav.
În 1063 regele Bela I al Ungariei a murit. Boleslav al II-lea nu a putut apăra cauza fiului său, Geza I, împotriva trupelor germane ale lui Henric al IV-lea, care în cele din urmă l-a instalat pe Solomon, pe tronul Ungariei. În 1069, Marele Prinț Iziaslav I de Kiev și soția sa, Gertruda, mătușa lui Boleslav, au fost răsturnați. O campanie militară poloneză a reușit să îi repună la putere în Kiev.
În 1071 Boleslav al II-lea a atacat din nou Boemia. Deoarece el a refuzat orice încercare de arbitraj a regelui Henric al IV-lea, problema a fost stabilită cu ajutorul unui armistițiu între cei doi. Boleslav a ignorat tratatul, și-a reînnoit atacul din 1072 și a refuzat să plătească tributul Sileziei pentru Sfântul Imperiu Roman. Henric al IV-lea a pregătit o campanie împotriva Poloniei, dar a fost lovit de izbucnirea rebeliunii săsești din 1073.
Având în vedere implicarea sa în Boemia și în afacerile din Kiev, Boleslav a neglijat interesele Poloniei, fiind interesat de coasta Mării Baltice. Pomerania de Vest, a fost pierdută.

### Rege al Poloniei

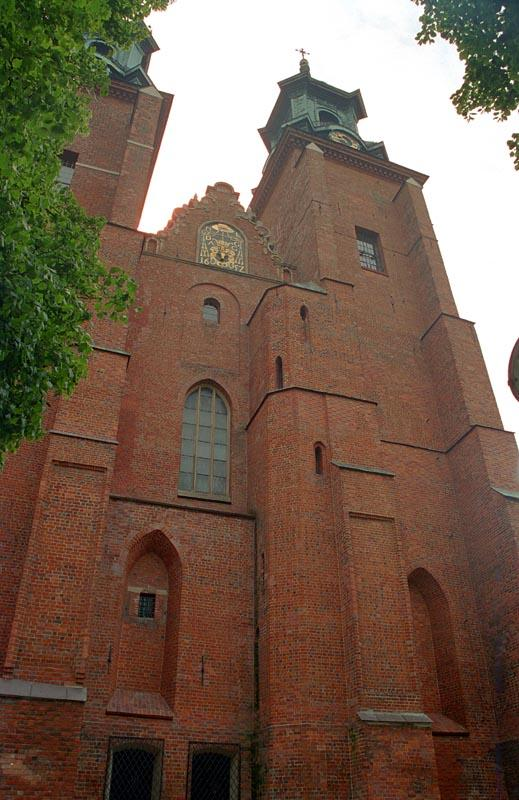
Catedrala Gniezno reconstruită de Boleslav al II-lea cel Generos

Când Hildebrand de Sovana, un dușman al împăratului romano-german, a devenit papă în 1073 sub numele Grigore al VII-lea, Boleslav a văzut în el un aliat, și a început să aplice la reformele papei în Arhiepiscopia de Gniezno, începând negocierile pentru a obține coroana regală. El a stimulat revolta în curs de desfășurare în Saxonia, care l-a forțat pe Henric al IV-lea să se retragă din acea regiune, iar regele polonez a profitat de ocazie pentru a lansa o invazie împotriva vasalului lui Henric, Vratislav al II-lea de Boemia, alături de un aliat al Marelui Prinț Vladimir al II-lea Monomakh de la Kiev.
Datorită sprijinului papal în Sfântul Imperiu Roman, Boleslav a câștigat coroana regală a Poloniei: în ziua de Crăciun în 1076, acesta a fost încoronat în Catedrala Gniezno, de arhiepiscopul Bogumil, în prezența unui reprezentant papal. Regele Henric a făcut un act de căință, recunoscând titlul regal al lui Boleslav. Noua sa autoritate alături de mândria sa, a provocat revolta magnaților polonezi care se temeau că monarhia a început să devină prea puternică.

### Detronarea și moartea
În 1077 trupele lui Boleslav au ajutat doi pretendenți la tron: Ladislau, un alt fiu al lui Bela I, în Ungaria, și Iziaslav, pentru a doua oară în Kiev. În 1078, în timp ce se întorceau de la a doua campanie, trupele poloneze au cucerit Rutenia Roșie. În 1079, conflictul cu nobilii polonezi a culminat printr-o revoltă deschisă și Boleslav a fost detronat și exilat. Circumstanțele care au dus la exilul regelui sunt legate de episcopul Stanislau de Cracovia, care l-a excomunicat pe rege pentru infidelitatea sa.
Din înregistrările istorice, reiese că episcopul Stanislau a fost implicat în mișcarea de opoziție a nobililor, complotând pentru a-l elimina pe rege și pentru a-l plasa pe tron pe fratele său, Vladislav I Herman. Conspirația a fost descoperită de oamenii regelui și Stanislav a fost judecat de către ambele instanțe, regale și ecleziastice. A fost găsit vinovat pentru trădare și executat. Acest act pare să fi stârnit revolta nobililor împotriva regelui, care a fost apoi detronat și forțat să fugă din țară, împreuna cu soția sa și fiul lor.
O altă versiune a evenimentelor care au dus la detronarea lui Boleslav, potrivit scrierilor lui Wincenty Kadłubek, ar fi că, la 11 aprilie 1079, Boleslav l-a atacat și chiar el a mânuit sabia care l-a ucis pe episcopul Stanislaus din Cracovia, în timpul celebrării sfintei liturghii. Deși episcopul îl avertizase pe rege, atât în public cât și în privat, că trebuie să se pocăiască pentru adulter și alte vicii, Boleslav a ales un alt mod de a acționa, caracteristic poreclei sale, Îndrăznețul.
Regele a găsit refugiu în curtea regelui Ladislau I al Ungariei, care îi datora coroana sa regelui detronat. Cu toate acestea, conform lui Gallus Anonymus, comportamentul atroce a lui Boleslav față de gazdele sale din Ungaria a cauzat moartea sa prematură în 1081 sau 1082, fiind omorât prin otrăvire.

## Căsătorie și descendenți
Îniante de 1069 Boleslav s-a căsătorit cu Wyszesława, fiica lui Sviatoslav al II-lea, Marele Prinț de Kiev. Cei doi au avut un fiu:
- Mieszko (12 aprilie 1069 – 7 ianuarie 1089).